# Afusellament

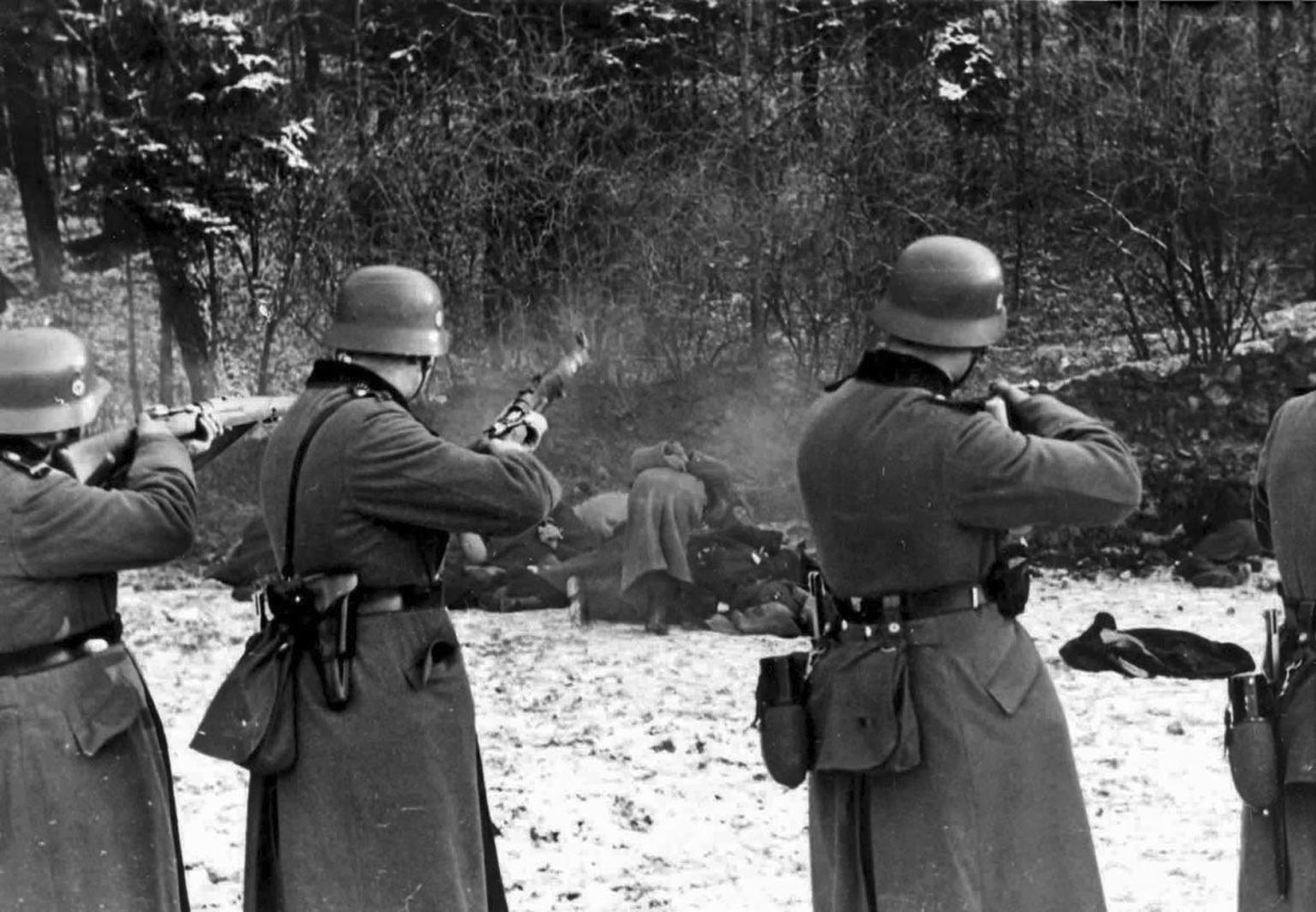
Afusellament

L'afusellament és l'execució d'una persona per un grup de soldats o botxins armats amb armes de foc, després de ser condemnada a pena de mort. S'acostuma a usar per a delictes de traïció, crims militars, polítics i de guerra. El reu pot estar lligat o amb els ulls embenats i usualment es recolza en un mur esperant els trets, que es donen tots alhora seguint les ordres d'un responsable autoritzat, de manera que no es pugui saber del cert quin és l'executor real del presoner (excepte a la Xina, on un sol home dispara).

## Afusellats cèlebres
- Ugo Bassi
- Nicolae Ceauşescu i família
- Lluís Companys i Jover
- Francesc Ferrer i Guàrdia
- Roman Malinovski
- Benito Mussolini
- Mata Hari
- Ernesto "Che" Guevara